# دوتش غراموفون
دويتش غراموفون (بالألمانية: Deutsche Grammophon)‏ هي شركة تسجيلات ألمانية، تأسست في 1898، يقع مقرها في هانوفر، وبرلين، تم تأسيسها بواسطة إميل برلينر.